# Корбьер (Од)
Корбье́р (фр. Corbières) — коммуна во Франции, находится в регионе Лангедок — Руссильон. Департамент коммуны — Од. Входит в состав кантона Шалабр. Округ коммуны — Лиму.
Код INSEE коммуны — 11100.

## Население
Население коммуны на 2008 год составляло 39 человек.
| 1962 | 1968 | 1975 | 1982 | 1990 | 1999 | 2008 |
| ---- | ---- | ---- | ---- | ---- | ---- | ---- |
| 9    | 26   | 27   | 35   | 33   | 26   | 39   |

## Экономика
В 2007 году среди 19 человек в трудоспособном возрасте (15—64 лет) 17 были экономически активными, 2 — неактивными (показатель активности — 89,5 %, в 1999 году было 81,3 %). Из 17 активных работали 12 человек (8 мужчин и 4 женщины), безработных было 5 (1 мужчина и 4 женщины). Среди 2 неактивных 1 человек был учеником или студентом, 1 — пенсионером.

## Достопримечательности
- Церковь Сент-Андре